# Kumara Reservoir
Das Kumara Reservoir ist ein Stausee zur Stromerzeugung in der Region West Coast auf der Südinsel von Neuseeland.

## Geographie
Das Kumara Reservoir befindet sich rund 16 km westsüdwestlich von Hokitika, dem Verwaltungssitz des Westland District, und direkt südsüdwestlich angrenzend zum Kapitia Reservoir. Das Reservoir besitzt eine Flächenausdehnung von rund 1,03 km² und erstreckt sich über eine Länge von rund 1,6 km in Nord-Süd-Richtung. Der See misst eine maximale Breite von rund 1,03 km.
Das zur Stromerzeugung genutzte Wasser fließt in das Kapitia Reservoir und von dort aus zu den Generatoren des Dillmans Kraftwerks und dem Kumara Kraftwerk.